# Tour d'Adyguée
Le Tour d'Adyguée (en russe : Тур Адыгеи) est une course cycliste par étapes disputée en Russie. Organisée entre 2012 et 2015, la course fait partie du calendrier international féminin UCI,.

## Palmarès
| Année | Vainqueur               | Deuxième            | Troisième           |
| ----- | ----------------------- | ------------------- | ------------------- |
| 2012  | Alexandra Burtschenkowa | Marina Likhanova    | Irina Molicheva     |
| 2013  | Natalja Bojarskaja      | Yevheniya Vysotska  | Anna Zavershinskaya |
| 2014  | Natalja Bojarskaja      | Anna Zavershinskaya | Tatiana Shamanova   |
| 2015  | Svetlana Kuznetsova     | Anastasia Iakovenko | Natalja Bojarskaja  |